# Jillian Tamaki
Pour les articles homonymes, voir Tamaki (homonymie).
Jillian Tamaki est une dessinatrice de bande dessinée et illustratrice canadienne surtout connue pour ses travaux dans The New Yorker ou le New York Times et deux bandes dessinées écrites par sa cousine Mariko Tamaki, Skim et Cet été-là.

## Biographie
Jillian Tamaki est née à Ottawa dans la province de l'Ontario. Diplômée d'Alberta College of Art and Design, elle commence à travailler dans l'univers du jeu vidéo avant d'enseigner l'illustration à la School of Visual Arts de New york.

## Œuvres

### Bande dessinée
- Gilded Lilies, Conundrum Press, 2006.
- Skim, avec Mariko Tamaki, Groundwood Books, 2008.
(fr) Skim, Casterman, coll. « Écritures », 2008
- Indoor Voice, Drawn & Quarterly, 2010  (ISBN 978-1770460140).
- This One Summer, avec Mariko Tamaki, Groundwood Books, 2014.
(fr) Cet été-là, Rue de Sèvres, 2014
- SuperMutant Magic Academy, Drawn & Quarterly, 2015  (ISBN 1770461981).
(fr) SuperMutant Magic Academy, Denoël, 2017
- (en) Boundless, Drawn & Quaterly, 2017, 248 p. (ISBN 978-1-77046-287-8).
- They Say Blue, Groundwood Books, 2018  (ISBN 9781419728518).
- Our Little Kitchen, Groundwood Books, 2020  (ISBN 9781419746550).
- Roaming, avec Mariko Tamaki, Drawn and Quarterly, 2023  (ISBN 9781770464339).
(fr) New York, New York (trad. d'Alice Delarbre), Rue de Sèvres, 2024.

### Illustration
- Kate Beasley, Gertie's Leap to Greatness, Farrar, Straus, and Giroux, 2016  (ISBN 9780374302610).
- Julie Fogliano, My Best Friend, Atheneum, 2020  (ISBN 9781534427228).

## Récompenses
- 2008 :  Prix Ignatz du meilleur roman graphique pour Skim (avec Mariko Tamaki)
- 2009 : Prix Doug Wright du meilleur livre pour Skim (avec Mariko Tamaki)
- 2012 :  Prix Ignatz de la meilleure bande dessinée en ligne pour SuperMutant Magic Academy
- 2013 :  Prix Ignatz de la meilleure bande dessinée en ligne pour SuperMutant Magic Academy
- 2014 : 
  -  Prix Ignatz du meilleur roman graphique (avec Mariko Tamaki) pour Cet été-là
  - Prix du Gouverneur général de la littérature jeunesse de langue anglaise (illustration) avec Cet été-là
- 2015 :
  -  « Honor Book » de la Médaille Caldecott[1] pour ses illustrations de Cet été-là (texte de Mariko Tamaki)
  -  Prix Eisner du meilleur album (avec Mariko Tamaki) pour Cet été-là
  -  Prix Ignatz de la meilleure histoire pour « Sex Coven » dans Frontier no 7
- 2016 : 
  - Prix Joe Shuster de la meilleure auteure pour SuperMutant Magic Academy
  -  Prix Eisner de la meilleure publication pour adolescents avec SuperMutant Magic Academy
  -  Prix Max et Moritz de la meilleure bande dessinée internationale pour Cet été-là
- 2018 : 
  -  Prix Eisner du meilleur recueil pour Boundless
  - Prix du Gouverneur général : littérature jeunesse de langue anglaise - illustration pour They Say Blue[2]
- 2021 :  Prix Eisner de la meilleure publication pour jeunes lecteurs avec Our Little Kitchen[3]
- 2024 : 
  -  Prix Eisner du meilleur album (avec Mariko Tamaki) et de la meilleure dessinatrice pour New York, New York[4]
  -  Prix Ignatz du meilleur roman graphique pour New York, New York (avec Mariko Tamaki)[5]